# Міхал Водзіцький
Міхал з Ґранова Водзіцький гербу Леліва (нар. 3 жовтня 1687, Краків — пом. 1 січня 1764, Варшава) — римсько-католицький і державний діяч Речі Посполитої; декан краківський (1737–1764), Перемишльський єпископ (1760–1764), підканцлер коронний (1746–1764),

## Життєпис
Міхал Водзіцький народився 3 вересня 1683 року (за іншими даними 3 жовтня 1687) у Кракові у сім'ї краківського міщанина, що лише 1676 року отримав шляхетство, секретаря королівського (1661) і адміністратора (жупника) жуп Бохенських і Велицьких (1676), Яна Вавжинця Водзіцького, та Анни Марії з Ґраттів, доньки Францішека Ґратти, секретаря королівського й адміністратора королівської пошти у Ґданську. Мав 5 сестер і 3 братів.
Навчався Міхал Водзіцький у Падуанському, Римському університетах (1706 року — доктор обох прав) і в Парижі 1707 року. Був придворним королеви-вдови Марії Казимири Собеської у Римі, отримав посвячення меншого священника у каплиці її римського Палаццо Цукаррі.
Повну посвяту священника прийняв 19 вересня 1711 року, займав ряд церковних посад: каноніка сандомирського (1705–1716 i 1722–1759), схоластика ленчицького (1706), каноніка (1713 і 1723–1724), вікарія генерального (офіціала) (1721–1733 i 1746–1747) і декана (1737–1764) краківського; кустоса віслицького (1720), абата вонхоцького (1734), червінського (1746–1764) і могільського (Краків, 1752). Після смерті краківського єпископа Константія Феліціяна Шанявського 1732 року, Міхал Водзіцький був обраний адміністратором sede vacante краківської дієцезії й керував нею протягом року.
Двічі Міхал Водзіцький обирався депутатом Коронного Трибуналу — у 1723 і 1741 роках. 1735 року він став кавалером Ордену Білого Орла.
У жовтні 1746 року Міхал Водзіцький став підканцлером коронним, перебував на цій посаді до кінця життя. Відтоді він майже весь свій час проводив у подорожах між Краковом, Варшавою та Дрезденом, де йому часто доводилося бувати при королівському дворі за своїми посадовими обов'язками.
22 вересня 1760 року Міхал Водзіцький був затверджений на посаді Перемишльського єпископа, посвяту прийняв 12 квітня 1761 року від київського єпископа Юзефа Анджея Залуського. Проте, рідко бував у дієцезії, бо увесь час займався політичною діяльністю при королівському дворі.
Король Август III, за кілька тижнів до своєї смерті у жовтні 1663 року, номінував Міхала Водзіцького на коронного канцлера, про що свідчить надпис на надгробку останнього. Помер єпископ 1 січня 1764 у Варшаві, був похований біля батька у родинному склепі в Маріяцькому костелі у Кракові, а його серце, за заповітом, поховане у парафіяльному костелі у Роґуві.

## Фундація
За ініціативою Міхала Водзіцького, 1734 року у родинному Роґуві було створене братство Скапулярію Пресвятої Діви Марії, 1751 року він став фундатором дерев'яного костелу з кам'яною дзвіницею, а 1762 року також став фундатором костелу для місцевого шпиталю.
1747 року Водзіцький викупив у Януша Александра Санґушка, а 1749 року остаточно заволодів Прокоцімом (тепер — частина XII району Кракова Бєжанув-Прокоцім). Пізніше на місці давньої колишньої центральної площі села (Нався) він збудував фахверкову садибу, поряд з якою заснував сад в італійському стилі, який слід розглядати як початок сучасного парку імені Анни й Еразма Єрмановських. Зі сторони Кракова до садиби вела під'їзна алея, обсаджена липами.